# Митроваць (Кутєво)
45°26′ пн. ш. 17°51′ сх. д. / 45.43° пн. ш. 17.85° сх. д.
Митроваць (хорв. Mitrovac) — населений пункт у Хорватії, у Пожезько-Славонській жупанії у складі міста Кутєво.

## Населення
Населення за даними перепису 2011 року становило 133 осіб.
Динаміка чисельності населення поселення:

## Клімат
Середня річна температура становить 10,99 °C, середня максимальна – 25,34 °C, а середня мінімальна – -5,92 °C. Середня річна кількість опадів – 788 мм.
| Клімат поселення                              | Клімат поселення | Клімат поселення | Клімат поселення | Клімат поселення | Клімат поселення | Клімат поселення | Клімат поселення | Клімат поселення | Клімат поселення | Клімат поселення | Клімат поселення | Клімат поселення | Клімат поселення |
| Показник                                      | Січ.             | Лют.             | Бер.             | Квіт.            | Трав.            | Черв.            | Лип.             | Серп.            | Вер.             | Жовт.            | Лист.            | Груд.            |                  |
| Середній максимум, °C                         | 5,94             | 8,08             | 12,58            | 17,06            | 22,21            | 25,34            | 24,98            | 24,30            | 20,27            | 15,02            | 9,29             | 5,28             |                  |
| Середня температура, °C                       | −0,01            | 2,16             | 6,66             | 11,15            | 16,29            | 19,42            | 21,17            | 20,50            | 16,42            | 11,20            | 5,49             | 1,45             |                  |
| Середній мінімум, °C                          | −5,92            | −3,76            | 0,72             | 5,22             | 10,38            | 13,50            | 17,33            | 16,66            | 12,62            | 7,38             | 1,66             | −2,35            |                  |
| Норма опадів, мм                              | 49               | 48               | 48               | 60               | 75               | 99               | 70               | 69               | 58               | 70               | 79               | 63               |                  |
| Середньомісячна швидкість вітру, м/с          | 2.00             | 2.26             | 2.55             | 2.48             | 2.20             | 2.02             | 2.00             | 1.80             | 1.81             | 1.88             | 1.99             | 2.06             |                  |
| Середньомісячна сонячна радіація, кДж/м²·день | 4274             | 6949             | 10840            | 15261            | 19113            | 21085            | 22070            | 20032            | 14871            | 9180             | 4826             | 3578             |                  |
| --------------------------------------------- | ---------------- | ---------------- | ---------------- | ---------------- | ---------------- | ---------------- | ---------------- | ---------------- | ---------------- | ---------------- | ---------------- | ---------------- | ---------------- |
| Джерело:                                      |                  |                  |                  |                  |                  |                  |                  |                  |                  |                  |                  |                  |                  |